# Tom Carper
Thomas Richard Carper (1947. január 23. –) amerikai politikus, Delaware állam szenátora 2001 és 2025 között. A Demokrata Párt tagja, 1983 és 1993 között a Képviselőház tagja volt, illetve 1993 és 2001 között Delaware 71. kormányzója volt.
Beckleyben született, az Ohio State Universityre járt egyetemre. 1968 és 1973 között az amerikai hadsereg légierejénél szolgált, a P-3 Orion járőrgéppel, mint parancsnok. Szolgált többek között a Vietnámi háborúban. 1977-1983-ig Delaware állami pénzügyminisztere volt. 1982-ben elnyerte Delaware egyetlen székét a Képviselőházban, ahol öt ciklust szolgált. 1992-ben megegyezett Mike Castle republikánus kormányzóval, hogy pozíciót cserélnek, tekintve, hogy a kormányzónak az volt utolsó ciklusa a pozícióban.
2000-ben választották be a Szenátusba, mikor legyőzte William Roth-ot. 2006-ban, 2012-ben és 2018-ban könnyen nyert újraválasztást.

## Tisztségei
| Hivatal                 | Hely       | Hivatal kezdete  | Hivatal vége     | Jegyzet   |
| ----------------------- | ---------- | ---------------- | ---------------- | --------- |
| Állami pénzügyminiszter | Dover      | 1977. január 18. | 1979. január 16. |           |
| Állami pénzügyminiszter | Dover      | 1979. január 16. | 1981. január 20. |           |
| Állami pénzügyminiszter | Dover      | 1981. január 20. | 1983. január 3.  | lemondott |
| Képviselő               | Washington | 1983. január 3.  | 1985. január 3.  |           |
| Képviselő               | Washington | 1985. január 3.  | 1987. január 3.  |           |
| Képviselő               | Washington | 1987. január 3.  | 1989. január 3.  |           |
| Képviselő               | Washington | 1989. január 3.  | 1991. január 3.  |           |
| Képviselő               | Washington | 1991. január 3.  | 1993. január 3.  |           |
| Kormányzó               | Dover      | 1993. január 19. | 1997. január 21. |           |
| Kormányzó               | Dover      | 1997. január 21. | 2001. január 3.  | lemondott |
| Szenátor                | Washington | 2001. január 3.  | 2007. január 3.  |           |
| Szenátor                | Washington | 2007. január 3.  | 2013. január 3.  |           |
| Szenátor                | Washington | 2013. január 3.  | 2019. január 3.  |           |
| Szenátor                | Washington | 2019. január 3.  | 2025. január 3.  |           |

## Választási eredmények
| Év   | Pozíció                 |  | Jelölt     | Párt | Szavazatok | %   |  | Ellenfél            | Párt | Szavazatok | %   |
| ---- | ----------------------- |  | ---------- | ---- | ---------- | --- |  | ------------------- | ---- | ---------- | --- |
| 1976 | Állami pénzügyminiszter |  | Tom Carper |      | 118,159    | 56% |  | T. Theodore Jones   |      | 92,472     | 43% |
| 1978 | Állami pénzügyminiszter |  | Tom Carper |      | 91,809     | 59% |  | Rita Justice        |      | 63,011     | 40% |
| 1980 | Állami pénzügyminiszter |  | Tom Carper |      | 125,204    | 59% |  | Lynn Jankus         |      | 83,446     | 40% |
| 1982 | Képviselő               |  | Tom Carper |      | 98,533     | 52% |  | Thomas B. Evans Jr. |      | 87,153     | 46% |
| 1984 | Képviselő               |  | Tom Carper |      | 142,070    | 58% |  | Elise R. W. du Pont |      | 100,650    | 41% |
| 1986 | Képviselő               |  | Tom Carper |      | 106,351    | 66% |  | Thomas S. Neuberger |      | 53,767     | 33% |
| 1988 | Képviselő               |  | Tom Carper |      | 158,338    | 68% |  | James P. Krapf      |      | 76,179     | 32% |
| 1990 | Képviselő               |  | Tom Carper |      | 24,557     | 90% |  | Daniel D. Rappa     |      | 2,676      | 10% |
| 1990 | Képviselő               |  | Tom Carper |      | 116,274    | 66% |  | Ralph O. Williams   |      | 58,037     | 33% |
| 1992 | Kormányzó               |  | Tom Carper |      | 36,600     | 89% |  | Daniel D. Rappa     |      | 4,434      | 11% |
| 1992 | Kormányzó               |  | Tom Carper |      | 179,268    | 66% |  | B. Gary Scott       |      | 90,747     | 34% |
| 1996 | Kormányzó               |  | Tom Carper |      | 188,300    | 70% |  | Janet C. Rzewnicki  |      | 82,654     | 30% |
| 2000 | Szenátor                |  | Tom Carper |      | 181,566    | 56% |  | William Roth        |      | 142,891    | 44% |
| 2006 | Szenátor                |  | Tom Carper |      | 170,567    | 70% |  | Jan C. Ting         |      | 69,734     | 29% |
| 2012 | Szenátor                |  | Tom Carper |      | 265,374    | 66% |  | Kevin Wade          |      | 115,694    | 29% |
| 2018 | Szenátor                |  | Tom Carper |      | 217,385    | 60% |  | Rob Arlett          |      | 137,127    | 37% |

A State of Delaware – Department of Elections adatai alapján.